# Trilha de risadas

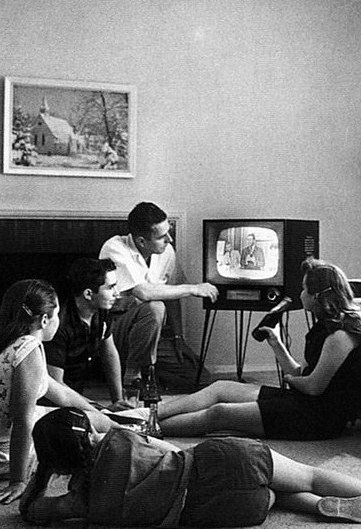
Família assistindo TV.

Trilha de risadas (ou pista de risadas) é uma trilha sonora à parte numa produção audiovisual, com o som artificial de um público rindo, feito para ser inserido em programas televisivos de comédia. O recurso é às vezes chamado pejorativamente de "risada enlatada", ou ainda de "claque", numa referência ao grupo de espectadores de teatro (e também de transmissões de rádio e televisão) que é pago para rir, aplaudir, protestar ou vaiar em momentos combinados.
A trilha de risadas (chamada de "laugh track" em inglês) foi inventada pelo engenheiro sonoro estadunidense Charles Douglass e o primeiro programa a incorporá-la foi The Hank McCune Show, exibido pela NBC em 1950.
Antes da televisão, o público geralmente estava presente em comédias, fossem elas ao vivo, em estúdio, no teatro, no rádio ou num filme. Os produtores de TV tentaram recriar esta atmosfera nos primórdios introduzindo o som das risadas e outras reações da platéia na trilha sonora dos programas.
A trilha de risadas tem sido rejeitada por alguns críticos que a consideram um insulto à inteligência dos telespectadores, porque elas parecem querer dizer à audiência quando ela deve rir, como se não fosse possível perceber. Alguns também veem que a colocação e a intensidade das "risadas enlatadas" serviriam como sugestão de como certas situações da vida real deveriam ser percebidas e tratadas. A habilidade de inserir outros elementos audíveis nas risadas enlatadas, com posicionamento e duração cuidadosos, é visto por alguns como uma forma de mensagem subliminar em relação ao assunto que é mostrado.

## Utilização nos EUA

### Década de 1960
A sitcom musical The Monkees (NBC, 1966–68) foi exibida com trilha de risadas em sua primeira temporada e parte da segunda. Na metade da segunda temporada, os Monkees insistiram aos produtores que eliminassem o recurso, acreditando que seus telespectadores eram inteligentes o bastante para saber quando deveriam rir. A direção da NBC, já irritada com o fato de que o grupo exercia cada vez mais controle sobre o programa, cancelou The Monkees após a segunda temporada, citando a eliminação do recurso como um dos principais fatores para tal.
A primeira sitcom de Bill Cosby, The Bill Cosby Show (NBC, 1969–71) foi produzida sem a trilha de risadas devido à insistência de Cosby. Segundo ele, sua oposição ao desejo da NBC de adicionar o recurso ao programa acabou causando o cancelamento deste depois de apenas duas temporadas.

### Década de 1970
Apesar de ter atingido seu pico na década de 1960, o uso da trilha de risadas começou a declinar na década seguinte a partir da estreia de All in the Family na CBS em 1971. Como informado nos créditos finais, o programa era gravado na presença de uma audiência. Em raras ocasiões, as risadas da audiência eram complementadas com a "risada enlatada".
Jack Klugman e Tony Randall expressaram desprazer com a utilização do recurso durante a primeira temporada do seriado The Odd Couple (ABC, 1970–75), que utilizava a trilha de risadas sem a presença de uma audiência. Veterano do teatro, Randall ficou ressentido com a utilização do recurso e queria que o programa fosse gravado com público real. Assim sendo, a segunda temporada do seriado passou a ser gravada como uma peça de teatro em frente a uma audiência. A trilha de risadas, entretanto, era usada na pós-produção para amenizar e complementar a reação do público.
Larry Gelbart, criador de M*A*S*H (CBS, 1972–83), inicialmente queria que o programa fosse ao ar sem a utilização da trilha de risadas. Entretanto, os executivos da CBS rejeitaram a ideia. Ambas as partes acabaram chegando a um acordo: os produtores poderiam omitir o recurso das cenas que se passavam na sala de operações médicas, se assim desejassem. Como resultado, poucas cenas na sala de operações contêm a "risada enlatada". Em alguns episódios o recurso foi omitido por completo, assim como as versões do programa exibidas em outros países e em emissoras independentes. O DVD das temporadas do programa, por outro lado, dá ao espectador a escolha de assistir o programa com ou sem o recurso.
A sitcom Happy Days (ABC, 1974–84) se espelhou em The Odd Couple. Suas duas primeiras temporadas utilizaram a trilha de risadas, mas a partir da terceira o programa passou a ser filmado com público.

### 1990–atualidade
A não utilização da trilha de risadas está ganhando cada vez mais aceitação nos Estados Unidos desde o início da década de 1990. O seriado da HBO The Larry Sanders Show foi bastante elogiado por não utilizar o recurso. Tais programas são geralmente filmados com a utilização de uma única câmera, habitualmente empregado na filmagem de programas dramáticos, em oposição ao sistema de multicâmara utilizado na maioria das sitcoms. A maioria das comédias de animação, seguindo a tradição de The Simpsons, também não utilizam a trilha de risadas.
O seriado Sports Night (ABC, 1998–2000) estreou com a trilha de risadas, contra o desejo de seu criador Aaron Sorkin. Entretanto, o recurso foi sendo abandonado sutilmente durante o programa, tendo sido removido por completo no início da segunda temporada. Em alguns casos, a "risada enlatada" era utilizada para manter a continuidade, uma vez que parte do programa era filmado em frente a um público e parte sem a presença deste.
Na década da 1990, a Nickelodeon possuía uma plateia ao vivo, onde eram gravados programas como Kenan e Kel e All That. Atualmente, todos os seriados produzidos pelo canal possuem o recurso.
Desde o inicio dos anos 2000, programas que utilizam a trilha de risadas viraram uma raridade na disputa pelo Emmy de Melhor Seriado de Comédia. Dos cinco programas indicados ao prêmio em 2000, apenas Sex and the City não utilizava o recurso. Dos sete programas indicados em 2009, apenas How I Met Your Mother utiliza a trilha de risadas.
Atualmente, a CBS é única emissora em que todas suas sitcoms (Old Christine, Two and a Half Men, Rules of Engagement, The Big Bang Theory, Mike and Molly, Gary Unmarried e a já citada How I Met Your Mother) apresentam a trilha de risadas. Nas outras três grandes emissoras estadunidenses (NBC, ABC e FOX) o recurso não está presente na maioria dos programas de comédia.